# Caridina calmani
Caridina calmani is een garnalensoort uit de familie van de Atyidae. De wetenschappelijke naam van de soort is voor het eerst geldig gepubliceerd in 1919 door Bouvier.